# Língua volsca
Língua volsca é uma das Línguas itálicas extintas que era falada no Lácio, precisamente entre os Volscos, e está estreitamente relacionada às línguas osco-úmbricas.
Uma inscrição volsca foi encontrada em Veliterna, datando provavelmente do início do século III a.C., em cima de uma pequena placa de bronze (hoje no Museu Arqueológico Nacional de Nápoles), também está escrito em um pequeno machado votivo, , miniaturizado e feito de chumbo, encontrado numa sepultura em Satricum  com uma frase escrita em alfabeto sabino arcaico:"iékós: ko : efiei", que se traduziu por "ao lugar de Aedius".
Considera-se surpreendente o uso de um alfabeto arcaico numa zona já latinizada e com forte influência etrusca.

## Gramática
A gramática volsca apresenta características semelhantes às das demais línguas osco-úmbricas, como o uso do /p/ ao invés do /kw/ do proto-indo-europeu, como na palavra pis para a latina quis (quem). Além disso, apresenta frequente perda de consoantes finais. A língua volsca preservou o genitivo feminino em -as.
O pretérito perfeito apresentava a reduplicação da sílaba inicial, fenômeno comum nas falas indo-europeias. A desinência de particípio era em -f e não em -ns, terminação usual no proto-indo-europeu.
A linguagem da inscrição é clara o suficiente para mostrar as peculiaridades muito acentuadas que classificá-lo próximo à linguagem das Tábuas Eugubinas.
É parecido também com a língua umbra, mas ao contrário de latim e osco, tem degradado os ditongos em vogais simples (volsco se está paralelo ao osco svai; volsco deue, etrusco e osco deiuai ou deiuoi). Este fenômeno do que poderia ter sido levado para uma parte do texto umbro aparecendo em um distrito remoto da Úmbria e cercado por latinos no norte, samnitas e falantes de osco sobre o sul é um recurso mais curiosos na distribuição geográfica dos dialetos itálicos, e é claramente o resultado de alguns movimentos complexos históricos.
| Em volsco                                           | Tradução em português                                                       | Tradução em português |
| --------------------------------------------------- | --------------------------------------------------------------------------- | --------------------- |
| deue declune statom. sepis atahus, pis uelestrom    | Ao sagrado Decluno. Se alguém toca, qualquer dos cidadãos de Veliterna,     |                       |
| facia esaristrom se bim asif, uesclis uinu arpatitu | Faça seu sacrifício: um boi, ovelha. Que seja expiado por uma taça de vinho |                       |
| sepis toticu couehriu sepu, ferom pihom estu.       | Se alguém [permite] a dez pessoas, seja o ferro piedoso.                    |                       |